# Anna Muylaert

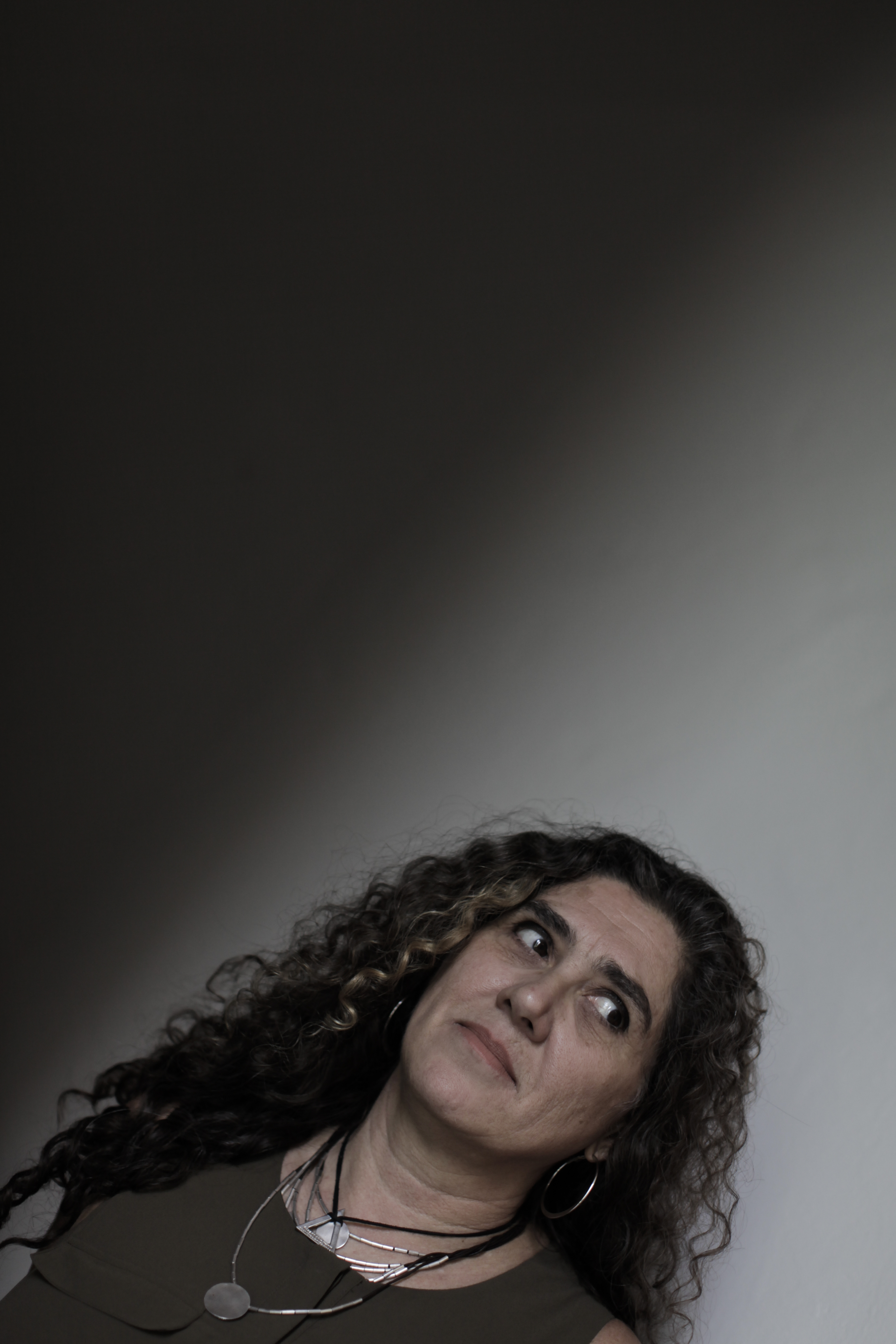
Anna Muylaert (2016)

Anna Luiza Muylaert (* 21. April 1964 in São Paulo) ist eine brasilianische Drehbuchautorin und Filmregisseurin. Ihre Filme wurden mehrfach ausgezeichnet.

## Leben und Werk
Anna Muylaert wurde am 21. April 1964 in São Paulo geboren. Von Glauber Rocha, Jean-Luc Godard und Wim Wenders inspiriert, studierte sie von 1980 bis 1984 an der Fakultät für Medien und Kunst der Universidade de São Paulo. Anschließend schrieb sie Filmkritiken, bis sie 1988 zum Kinderfernsehen wechselte.
Mit Filmen wie Durval Discos (2002) und É Proibido Fumar (2009) wurde Muylaert international bekannt. Ihre Filme Das Jahr, als meine Eltern im Urlaub waren und Der Sommer mit Mamã wurden 2008 und 2016 für den besten fremdsprachigen Film der Oscar-Verleihung eingereicht. Einige ihrer Filme hat sie auch selbst produziert. Für Der Sommer mit Mamã erhielt Muylaert den Panorama Publikumspreis bei der Berlinale 2015. Im folgenden Jahr zeigte sie dort ihren Film Mãe só há uma (Don’t Call me Son), der mit dem Teddy Award ausgezeichnet wurde.
Muylaert ist seit 2016 Mitglied der Academy of Motion Picture Arts and Sciences (AMPAS), die den „Oscar“ verleiht.
Im Jahr 2025 wurde ihr Spielfilm A melhor mãe do mundo in die Sektion Panorama der 75. Berlinale aufgenommen.
Im Kurzfilm O Barato é Ser Careta spielte sie 2000 eine Nebenrolle.
Muylaert ist Mutter von zwei Söhnen.

## Filmografie (Auswahl)
Regie
- 1995: A Origem dos Bebês Segundo Kiki Cavalcanti
- 1996: O Menino, a Favela e as Tampas de Panela
- 2002: Durval Discos
- 2009: É Proibido Fumar
- 2012: Chamada a Cobrar
- 2013: E Além de Tudo Me Deixou Mudo o Violão
- 2015: Que Horas Ela Volta? (Der Sommer mit Mamã, The Second Mother)
- 2016: Mãe Só Há Uma

Regie, Fernsehserien
- 1995–1996: Castelo Rá-Tim-Bum
- 2012: Preamar
- 2013: As Canalhas

Drehbuchautorin
- 1995: A Origem dos Bebês Segundo Kiki Cavalcanti
- 1996: O Menino, a Favela e as Tampas de Panela
- 2002: Desmundo
- 2002: Durval Discos
- 2006: O Bolo de Morango
- 2006: O Ano em que Meus Pais Saíram de Férias (Das Jahr, als meine Eltern im Urlaub waren)
- 2009: É Proibido Fumar
- 2009: Paulista – Geschichten aus Sao Paulo
- 2011: Xingu
- 2012: Chamada a Cobrar
- 2013: E Além de Tudo Me Deixou Mudo o Violão
- 2014: Irmã Dulce
- 2015: Que Horas Ela Volta? (Der Sommer mit Mamã)
- 2016: Mãe Só Há Uma

Drehbuchautorin, Fernsehserien
- 1990: Mundo da Lua
- 1995–1996: Castelo Rá-Tim-Bum
- 2006: Filhos do Carnaval
- 2006: Um Menino Muito Maluquinho
- 2013: As Canalhas
- 2016: Condomínio Jaqueline

## Auszeichnungen (Auswahl)
- 2006: Festival do Rio, Publikumspreis für Das Jahr, als meine Eltern im Urlaub waren
- 2008: Das Jahr, als meine Eltern im Urlaub waren, eingereicht für den besten fremdsprachigen Film der Oscar-Verleihung
- 2015: Panorama Publikumspreis für Der Sommer mit Mamã (Que Horas Ela Volta?)
- 2106: Der Sommer mit Mamã, eingereicht für den besten fremdsprachigen Film der Oscar-Verleihung
- 2016: Teddy Award für Mãe só há uma (Don’t Call Me Son)